# Wetten van Kepler
De wetten van Kepler zijn drie natuurkundige wetten, die de baan en beweging van een hemellichaam om een ander hemellichaam beschrijven in het tweelichamenprobleem. Voorbeelden zijn planeten rond een ster, een satelliet rond een planeet, de Maan rond de Aarde, dubbelsterren om elkaar en kometen om de Zon. De invloed van andere dan de twee beschouwde hemellichamen wordt verwaarloosd. De Wetten van Kepler zijn opgesteld door Johannes Kepler voor de planeetbanen rond de Zon en maken deel uit van de klassieke mechanica. Kepler publiceerde de eerste twee wetten in zijn Astronomia nova seu Physica coelestis, Nieuwe Sterrenkunde of Hemelnatuurkunde (1609), en de derde wet in Harmonice mundi, Wereldharmonie (1619).
Het punt in de baan waar een planeet het dichtst bij de Zon staat heet het perihelium. Het verste punt heet het aphelium.

## Eerste wet
De eerste wet van Kepler zegt dat alle planeten zich rond de Zon bewegen in elliptische banen, waarbij de Zon zich in een van de twee brandpunten van de ellips bevindt. Volgens de definitie van een ellips (geldig in een plat vlak) is de som van de afstanden van een punt op de ellips, dus van de planeet, naar beide brandpunten op de ellips overal hetzelfde.

## Tweede wet

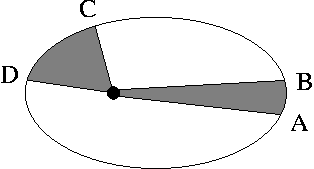
De perkenwet:
Als een planeet in dezelfde tijd van A naar B gaat, als van C naar D, zijn de gearceerde oppervlakken even groot

De tweede wet wordt ook wel de perkenwet genoemd. Deze wet zegt dat snelheid van een planeet in haar omloopbaan zodanig verandert dat in gelijke tijdsintervallen de oppervlakte, bestreken door de verbindingslijn (voerstraal) tussen de Zon en de planeet, gelijk is. De voerstraal beschrijft dus per tijdseenheid een constant oppervlak, of een perk, vandaar de perkenwet. In het getoonde voorbeeld is de gemiddelde baansnelheid (de tangentiële snelheid) van de planeet in het interval AB dus kleiner dan in het interval CD.
De perkenwet is een meetkundige formulering van de wet van behoud van impulsmoment. Als {\displaystyle v} de snelheidsvector van de planeet voorstelt en {\displaystyle s} de plaatsvector van de planeet ten opzichte van de Zon, dan is het impulsmoment gelijk aan het vectoriële kruisproduct {\displaystyle s\cdot v}. Het oppervlak van het grijze segment in de figuur is evenredig met de integraal van dat impulsmoment over een gegeven tijdsinterval.
De perkenwet geldt bij elke centrale kracht, omdat een centrale kracht geen moment levert en dus het impulsmoment niet verandert.

## Derde wet
Het kwadraat van de omlooptijd {\displaystyle T} van een planeet is evenredig met de derde macht van haar halve lange as {\displaystyle r}, ofwel:
{\displaystyle {\frac {T^{2}}{r^{3}}}={\text{constant}}}
Deze wet wordt ook wel de harmonische wet genoemd. Kepler publiceerde de wet pas tien jaar nadat hij de eerdere twee publiceerde.
Met de gravitatiewet van Newton is de constante aan de rechterzijde te berekenen. Er geldt dat:
{\displaystyle {\frac {T^{2}}{r^{3}}}={\frac {4\pi ^{2}}{G(M+m)}}}
waarin {\displaystyle M} de massa van de ster is, {\displaystyle m} de massa van de planeet, {\displaystyle G} de universele gravitatieconstante en {\displaystyle r} de halve lange as van de elliptische baan.

### Eenvoudig geval

Illustratie van de relatie tussen omloopradius en omlooptijd

Een eenvoudig geval ontstaat wanneer de massa {\displaystyle m} van een van de hemellichamen veel kleiner is dan de massa {\displaystyle M} van de andere (bijvoorbeeld een satelliet rond de Aarde)
{\displaystyle m\ll M}, dus {\displaystyle (M+m)/M\approx 1}
zodat de baan praktisch cirkelvormig is met straal {\displaystyle r}. De zwaartekracht {\displaystyle F_{g}} is dan de middelpuntzoekende kracht {\displaystyle F_{\text{mpz}}}, die de cirkelbeweging veroorzaakt:
{\displaystyle F_{\text{mpz}}=F_{g}}
Met de snelheid van de planeet of satelliet {\displaystyle v} volgt dan:
{\displaystyle {\frac {mv^{2}}{r}}={\frac {GmM}{r^{2}}}}
dus
{\displaystyle v^{2}r=GM}
Omdat {\displaystyle v={\frac {2\pi r}{T}}} volgt:
{\displaystyle \left({\frac {2\pi r}{T}}\right)^{2}r=GM}
zodat
{\displaystyle {\frac {r^{3}}{T^{2}}}={\frac {GM}{4\pi ^{2}}}}
en ten slotte
{\displaystyle {\frac {T^{2}}{r^{3}}}={\frac {4\pi ^{2}}{GM}}}
zoals verwacht.

## Vergelijking van Kepler
Uit de eerste twee wetten leidde Kepler ook een praktische bewegingsvergelijking af, die in de hemelmechanica bekendstaat als de vergelijking van Kepler. Deze vergelijking geeft de snelheid van de planeet in zijn baan om de Zon als functie van zijn plaats in zijn baan om de Zon. Daarbij wordt gebruikgemaakt van een wiskundige grootheid, de excentrische anomalie.

## Resultaten
Kepler formuleerde de naar hem genoemde wetten uitsluitend op grond van waarnemingen die hijzelf en daarvoor zijn leermeester Tycho Brahe hadden gedaan. Brahe beschikte over de nauwkeurigste waarnemingsinstrumenten van zijn tijd. De wetten van Kepler droegen bij aan de aanvaarding van het heliocentrisch wereldbeeld van Copernicus. Bovendien werd het idee verworpen, dat planeten zich altijd in cirkels om de Zon bewegen.
Isaac Newton toonde later aan dat de wetten van Kepler konden worden verklaard met de naar hem genoemde wetten van Newton en zijn theorie van de zwaartekracht. De wetten van Newton vormen de basis van de klassieke mechanica. De theorie van Newton over de zwaartekracht zegt, dat tussen twee voorwerpen een kracht bestaat, die evenredig is aan het product van de massa's en omgekeerd evenredig aan het kwadraat van hun onderlinge afstand.

## Verder lezen
- Job Kozhamthadam, The discovery of Kepler's laws: the interaction of science, philosophy, and religion, University of Notre Dame Press, Notre Dame (1994) ISBN 0-268-00868-X
- R. Hooykaas, Geschiedenis der natuurwetenschappen-van Babel tot Bohr
- B. de Joode, Natuurwetenschappen en Kepler
- Marcelo Gleiser, Een scheurtje in de rand van de schepping (hoofdstuk 8 en 9)